# Paulus van der Spek
Paulus Abrahamse van der Spek (Ruyven, 10 maart 1723 - Delfgauw, 6 oktober 1809) was een Nederlandse boer, schrijver en dichter.
Paulus Abrahamse van der Spek is de zoon van Abraham van der Spek (1683-1770) uit Ruyven en Trijntje van de Hoeven (1695-1737) uit Maasland. Hij was boer aan de Zuideindseweg in de Zuidpolder van Delfgauw. Hij heeft een aantal geschriften achtergelaten die een goed beeld geven van het leven van een boer in de 18e eeuw, waarbij vooral rampen als veepest, wateroverlast, extreme koude (jaar 1740) en muizenplagen een belangrijke rol spelen.